# シドニー・ポラック
シドニー・アーウィン・ポラック（英語: Sydney Irwin Pollack, 1934年7月1日 - 2008年5月26日）は、アメリカ合衆国の映画監督・俳優・映画プロデューサー。

## 生涯
インディアナ州ラファイエットでウクライナから移民したユダヤ系の家庭に生まれる。
俳優としてニューヨークのネイバーフッド・プレイハウスで学び、俳優として活躍し、1955年2月にはクリストファー・フライ（Christopher Fry）作《闇も明るく》（The Dark Is Light Enough）の米初演でブロードウェイ・デビュー。終演後、テレビ界に移り、シリーズものにエピソード出演。しかし、1958年より約2年間兵役に就いた。
1959年にはテレビ出演を再開したが、1960年には友人のジョン・フランケンハイマーの依頼で、彼の監督作『明日なき十代』（The Young Savages）に出演する少年たちの台詞指導を担当。1961年よりテレビ・シリーズのをエピソード監督するようになる。
1965年、映画も監督するようになり、『ひとりぼっちの青春』、『追憶』、『トッツィー』で高い評価を得て、アカデミー賞にもノミネートされた。そして1985年の『愛と哀しみの果て』でアカデミー作品賞とアカデミー監督賞を受賞。
アメリカ映画界に於いて永年に亘り俳優・監督・プロデューサーとして活躍した映画人。
2008年5月26日、癌によりロサンゼルス市内の自宅にてその生涯を終えた。73歳没。
死後、プロデューサーとして関わった『愛を読むひと』で第81回アカデミー賞にてアカデミー作品賞にノミネートされた（共同でノミネートされたアンソニー・ミンゲラもこの授賞式の時にはすでに亡くなっており、故人二人でノミネートされる形となった）。

## 主な作品

### 長編映画監督作

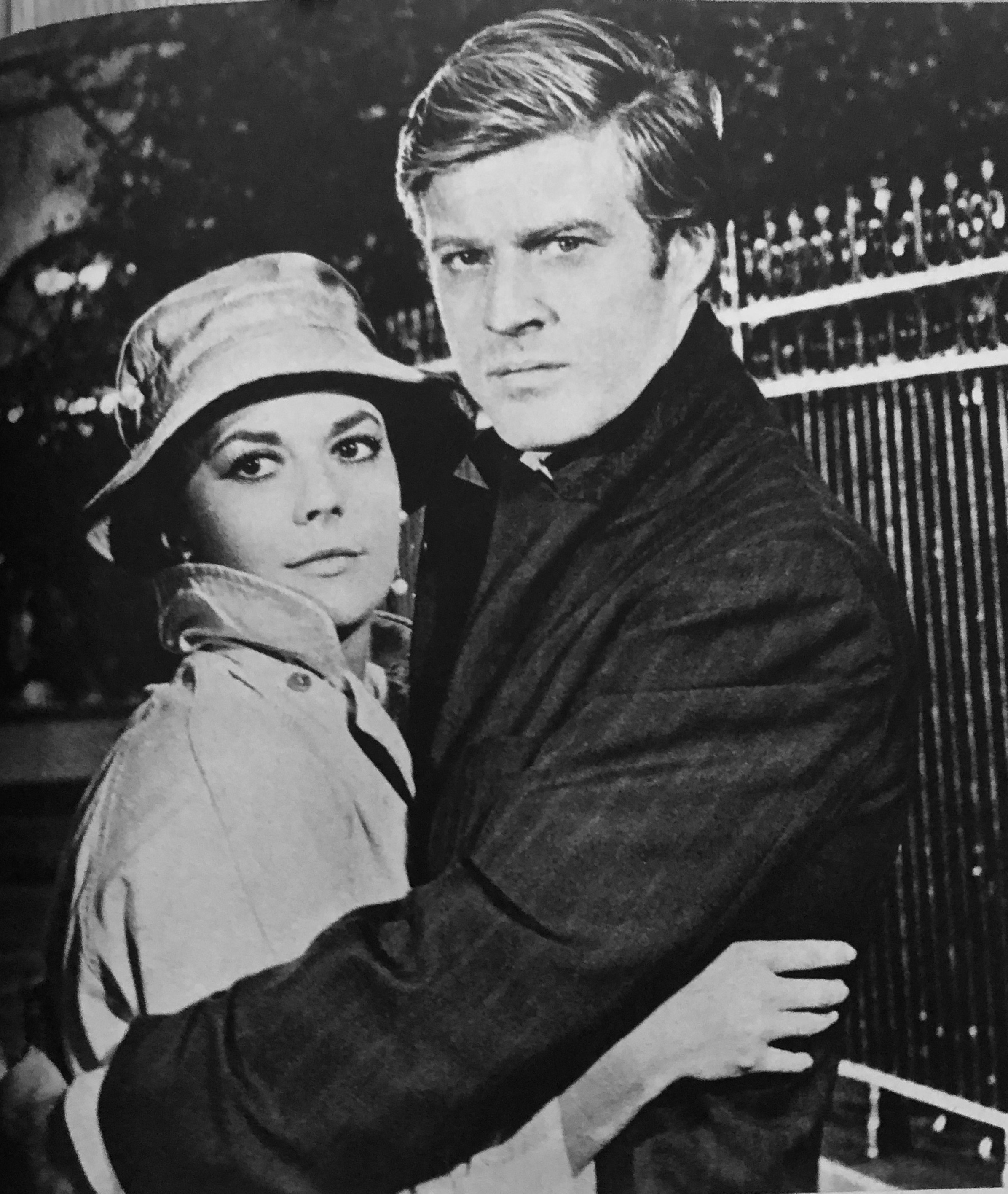
『雨のニューオリンズ』（1966年）

- いのちの紐 The Slender Thread (1965)
- 雨のニューオリンズ This Property Is Condemned (1966)
- インディアン狩り The Scalphunters (1967)
- 大反撃 Castle Keep (1969)
- ひとりぼっちの青春 They Shoot Horses, Don't They? (1969)
- 大いなる勇者 Jeremiah Johnson (1972)
- 追憶 The Way We Were (1973)
- ザ・ヤクザ The Yakuza (1974)
- コンドル Three Days of the Condor (1975)
- ボビー・デアフィールド Bobby Deerfield (1977)
- 出逢い The Electric Horseman (1979)
- スクープ 悪意の不在 Absence of Malice (1981)
- トッツィー Tootsie (1982)
- 愛と哀しみの果て Out of Africa (1985)
- ハバナ Havana (1990)
- ザ・ファーム 法律事務所 The Firm (1993)
- サブリナ Sabrina (1995)
- ランダム・ハーツ Random Hearts (1999)[3]
- スケッチ・オブ・フランク・ゲーリー Sketches of Frank Gehry (2005)
- ザ・インタープリター The Interpreter (2005)

### 製作
自作を除く
- 忍冬の花のように Honeysuckle Rose (1980)
- 再会の街/ブライトライツ・ビッグシティ Bright Lights, Big City (1988)
- 恋のゆくえ/ファビュラス・ベイカー・ボーイズ The Fabulous Baker Boys (1989)
- 推定無罪 Presumed Innocent (1990)
- ぼくの美しい人だから White Palace (1990) 製作総指揮
- ラルフ一世はアメリカン King Ralph (1991) 製作総指揮
- ボビー・フィッシャーを探して Searching for Bobby Fischer (1993)
- いつか晴れた日に Sense and Sensibility (1995)
- スライディング・ドア Sliding Doors (1997)
- リプリー The Talented Mr Ripley (1999)
- シャンプー台のむこうに Blow Dry (2000)
- アイリス Iris (2001)
- 愛の落日 The Quiet American (2002)
- コールド マウンテン Cold Mountain (2003)
- こわれゆく世界の中で Breaking and Entering (2006)
- 輝く夜明けに向かって Catch a Fire (2006)
- フィクサー Michael Clayton (2007)
- リカウント アメリカが揺れた36日間 Recount (2008／テレビ映画)
- かけひきは、恋のはじまり Leatherheads (2008)
- 愛を読むひと The Reader (2008)
- マーガレット Margaret (2011)

### 主な出演作品
- TV　ミステリーゾーン（トワイライトゾーン）４５話「二つの夜」（1960）
- トッツィー Tootsie (1982)
- 夫たち、妻たち Husbands and Wives (1992)
- 永遠に美しく… Death Becomes Her (1992) カメオ出演
- ザ・プレイヤー The Player (1992)
- シビル・アクション A Civil Action (1998)
- アイズ ワイド シャット Eyes Wide Shut (1999)
- ランダム・ハーツ Random Hearts (1999)
- キング・オブ・ザ・ヒル King of the Hill - 声の出演
- チェンジング・レーン Changing Lanes (2002)
- ザ・インタープリター  The Interpreter (2005)
- モンテーニュ通りのカフェ Fauteuils d'orchestre / Avenue Montaigne (2006)
- フィクサー Michael Clayton (2007)
- 近距離恋愛 Made of Honor (2008)